# Staf van Mozes
De Staf van Mozes wordt in de Bijbel en de Koran genoemd als een wandelstok die door Mozes werd gebruikt. Volgens de boeken werd de staf gebruikt om water uit een rots te produceren (Exodus 17:5–7 en Numeri 20:12), werd het getransformeerd in een slang en nadien terug in een staf (Exodus 4:2) en werd hij gebruikt om de Rode Zee in tweeën te splitsen zodat Mozes en zijn volk de zee veilig konden oversteken.